# Cenad
Cenad là một xã thuộc hạt Timiș, România. Dân số thời điểm năm 2002 là 4263 người.